# Säureschutz
Säureschutz ist ein Sammelbegriff für Korrosionsschutzmaßnahmen zur vorbeugenden Verhütung von Schäden an Apparaten, Behältern, Anlageteilen und Gebäuden durch die Einwirkung von Säuren. Teilweise wird der Säureschutz allgemeiner definiert als eine Schutzmaßnahme im Zusammenhang mit der Herstellung oder Verwendung – neben Säuren – von weiteren aggressiv wirkenden Stoffgruppen wie Laugen, Salze, Fette, Öle und Lösungsmittel. Auch die gleichzeitige mechanische oder thermische Belastung der Anlagen und Gebäude wird bisweilen als Teil des Säureschutzes definiert.
Aus der Vernachlässigung von Säureschutzmaßnahmen kann die Zerstörung von Anlagen und Einbauten sowie die nachhaltige Schädigung kompletter Gebäude resultieren.

## Betroffene Industriezweige (Auswahl)
Besondere wichtig ist der Säureschutz in der chemischen Industrie und in der Metallverarbeitung. Teilweise sind auch andere Wirtschaftszweige tangiert:
- Zellstoffindustrie,
- Papiererzeugung,
- Textilindustrie,
- Erzeugung von Chemiefasern,
- Gewinnung, Herstellung und Verarbeitung von Ölen, Fetten und Seifen,
- Lebensmittelindustrie [z. B. Entkoffeinierung von Kaffee-Bohnen mit überkritischem Kohlendioxid (CO2)],
- Lederindustrie,
- Kraftwerke und
- Kokereien.

## Methoden des Säureschutzes
Besonders wirksam ist die Auswahl geeigneter Werk- und Baustoffe, die gegen die aggressiven Stoffe chemisch beständig sind. Diese Strategie nennt man Säurebau oder Säureschutzbau. Wirtschaftlich günstiger ist häufig der Säureschutz im engeren Sinne. Dabei werden Schutzschichten angebracht und ggf. am Rand durch Säurekitte abgedichtet. Behälter und Rohrleitungen können vorsorglich ausgekleidet werden, z. B. durch Keramikplatten  oder Kunststoffbeschichtungen. Auch die Anwendung von harzartigen Beschichtungen (Estrich, Spachtel), die Auskleidung mit thermoplastischen Folien
und das Emailieren
der Innenseite von chemischen Reaktoren ist üblich.
Der Säureschutz hat sich innerhalb des Bauwesens zu einer technischen Spezialdisziplin entwickelt.